# گروه وانیلیل

گروه عاملی وانیلیل (بخش آبی)

در شیمی آلی، گروه وانیلیل (یا وانیلویل) یک گروه عاملی است. ترکیب‌هایی که شامل این گروه عاملی اند وانیلوید نام دارند از جمله وانیلین، وانیلیک اسید، کپسایسین، اسید وانیلیل‌ماندلیک و ….